# نهائي كأس تركيا 2004
نهائي كأس تركيا 2004 هي المباراة النهائية من منافسة كأس تركيا 2003–04، أقيمت المباراة في 2004، في ملعب أتاتورك الأولمبي، بين فريقي نادي طرابزون سبور، وغنتشلربيرليغي، وفاز فيها نادي طرابزون سبور، بعد أن هزم غنتشلربيرليغي، بنتيجة 4 - 0، وحضر المباراة 40000 شخصاً.

## تفاصيل المباراة
لعبت المباراة النهائية في 2004.
| نادي طرابزون سبور | 4 -0 | غنتشلربيرليغي |
| ----------------- | ---- | ------------- |
|                   |      |               |